# Mount Merrion
Mount Merrion är en förort till Irlands huvudstad Dublin. Mount Merrion ligger 44 meter över havet och antalet invånare är 7 846.